# Grammoechus assamensis
Grammoechus assamensis là một loài bọ cánh cứng trong họ Cerambycidae.